# Les Tres Fonts
Les Tres Fonts és una obra de Prats de Lluçanès (Osona) inclosa a l'Inventari del Patrimoni Arquitectònic de Catalunya.

## Descripció
Les tres fonts es troben al capdavall del carrer de la Font, a l'encreuament amb el carrer Josep Cirera, al peu del torrent Merdinyol que prové de les fonts del Ti i Xambó i continua direcció a Sorribes. El seu nom es deu a la confluència de tres fonts en un mateix espai. A més de font pública per a les persones servia com abeurador pels animals.
Una construcció quadrada de pedra irregular amb carreus treballats a les cantonades que forma una porxada amb dos arcs carpanells acull la font pròpiament dita. La clau de l'arc del cantó nord presenta la inscripció 1746. S'hi accedeix baixant una escala de graons de pedra i trobem tres brocs de metall en forma de caps d'animal. A la dreta hi ha un banc de pedra. Damunt dels sortidors trobem la imatge de Sant Ramon nonat dins una fornícula tancada amb un vidre.
A la part exterior hi ha un mur de pedra que separa el rec de la font i tanca un espai al sud amb un llarg obi i una paret de pedra amb uns forats quadrangulars.

## Història
La font va ser construïda l'any 1746.